# マークシュタイン数
マークシュタイン数（マークシュタインすう）は、流体力学に登場する無次元数の一種。以下の公式で求められる。
{\displaystyle Ma={\frac {L_{u}}{\delta _{T}^{0}}}}
ただし、Ma はマークシュタイン数、Lu はマークシュタイン長さ、δ0T は火炎の厚さを表す。マークシュタイン数は層流火炎の伸長への応答を表す物理量である。